# Dassault Group
Dassault Group (GIMD, Groupe Dassault, або Groupe Industriel Marcel Dassault S.A.) — французька холдингова компанія на чолі з Сержем Дассо (Serge Dassault), належить сім'ї Dassault. Вона носить ім'я Марселя Дассо (Marcel Dassault).

## Дочірні компанії
- Dassault Aviation; (до 50%), яка сама має кілька філіалів
- S.A.B.C.A. (Проектування та виробництво авіаційно-космічної техніки);
- Sogitec (системи моделювання та інтегрованної логістичної підтримки);
- Dassault Systèmes (PLM та САПР);
- Société de Véhicules Electriques (SVE), спільне підприємство між Dassault і Heuliez.
- Figaro (ЗМІ, включаючи Le Figaro i ФК Нант);
- Immobiliere Dassault (нерухомість);
- Artcurial (аукціони).